# Osobna

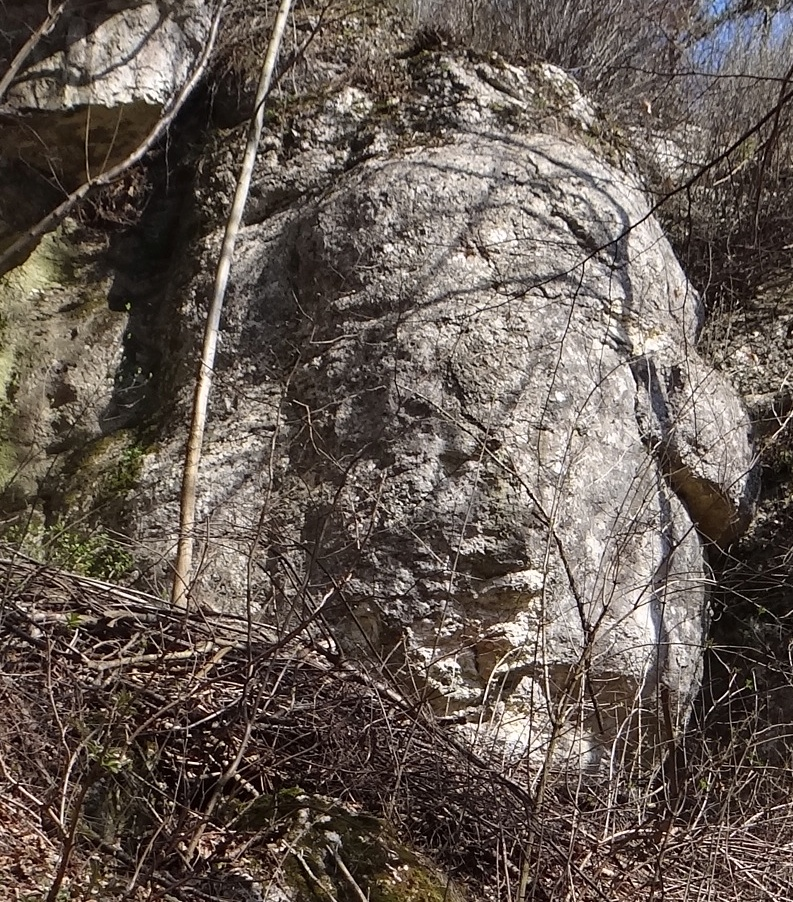

Osobna – skała w lewych zboczach Doliny Brzoskwinki, w miejscowości Chrosna, w województwie małopolskim, w powiecie krakowskim, w gminie Liszki. Pod względem geograficznym znajduje się na Garbie Tenczyńskim (część Wyżyny Krakowsko-Częstochowskiej) w obrębie Tenczyńskiego Parku Krajobrazowego.
Jest to niewielka skała o wysokości 5–6 m, o ścianach pionowych lub przewieszonych. Znajduje się w lesie, na terenie prywatnym, tuż powyżej domu właściciela, pomiędzy Krzyżakową Skałą i Diablą Skałą. Wspinaczka skalna na niej wymaga zgody właściciela terenu. Na zachodniej ścianie Osobnej są 4 drogi wspinaczkowe o trudności VI+– VI.5 w skali Kurtyki i długości do 3 m. Mają zamontowane punkty asekuracyjne: 3 ringi (r) i dwa ringi zjazdowe (drz).

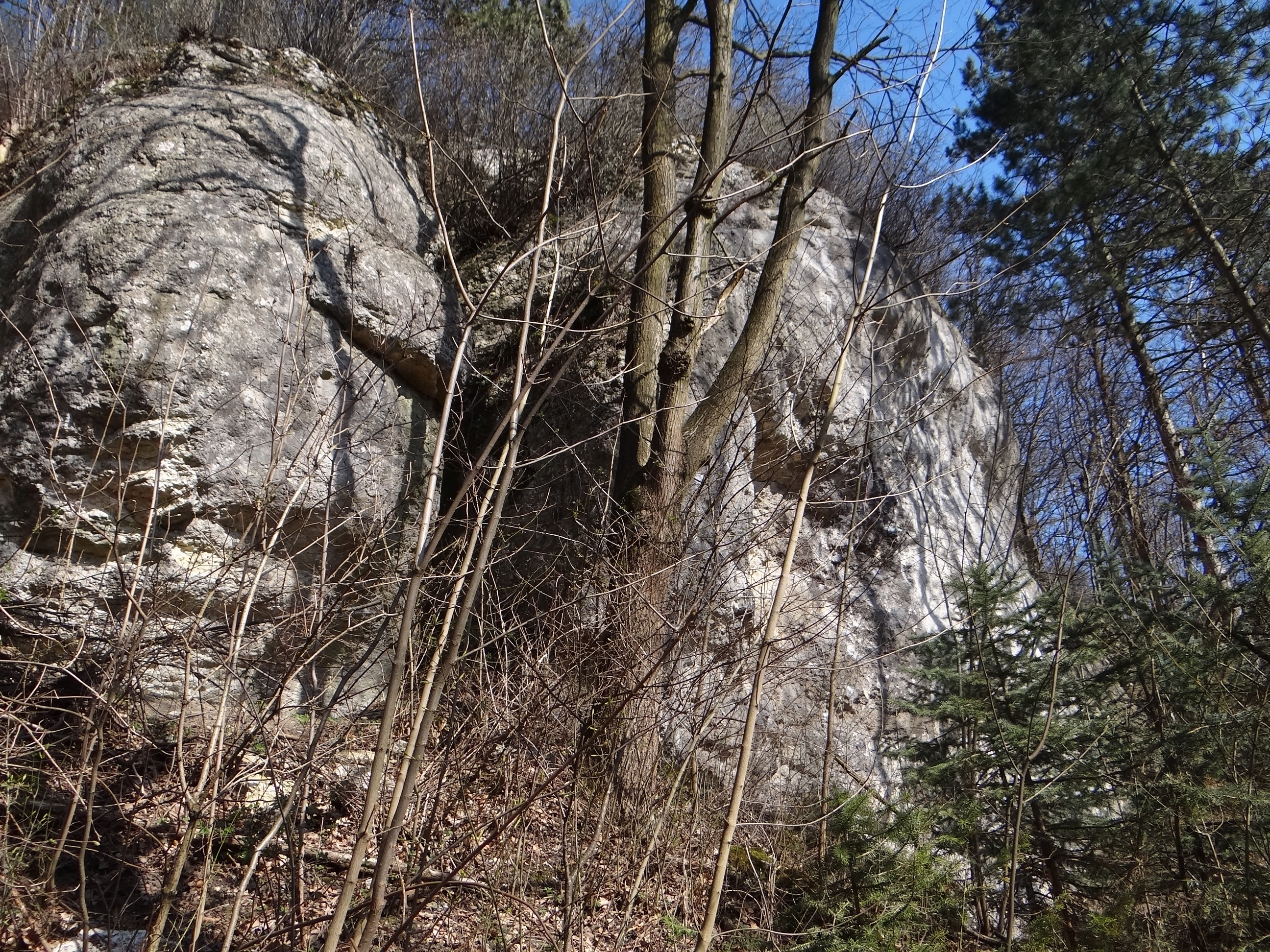
Osobna i Krzyżakowa

## Drogi wspinaczkowe
1. Gniotpol; 3r + st, VI+, 6 m
2. Hałarju złamany; 3r + st, VI.4+/5, 6 m
3. Przynęta; 3r + drz, VI.3, 6 m
4. Strefa zgniotu; 3r + drz, VI.4, 6 m[1]